# Radio Sherwood
Radio Sherwood è un'emittente radiofonica indipendente italiana fondata a Padova nel 1976 e che iniziò ufficialmente le regolari emissioni nell'autunno dello stesso anno, inserendosi all'interno del fenomeno delle radio libere. Dalla sua fondazione ad opera di Emilio Vesce, per dare voce all'Autonomia Operaia di Toni Negri, ha trasmesso in FM su tutto il territorio del Veneto, fino al 2011, quando ha cessato la trasmissione via etere per trasformarsi in webradio.

## Storia

### La nascita
Tra le radio di movimento sorte negli anni settanta che hanno saputo adattarsi al cambiamento dei tempi, e quindi sopravvivere, mantenendo però sempre ben fermi i propri ideali ed una caratterizzazione del palinsesto assolutamente non commerciale, c'è Radio Sherwood. Negli anni successivi alla sua fondazione l'emittente si fa voce dei movimenti ed intreccia i suoi percorsi con quelli dei movimenti politici nella sua città e nel resto della penisola.
Nel 1976 è in atto una trasformazione nel paese, politica, culturale, sociale. Si afferma il movimento femminista, si parla di tematiche quali divorzio e aborto, hanno luogo i grandi eventi punto di riferimento per il proletariato giovanile come Parco Lambro e Umbria Jazz, e sta per nascere il movimento del '77. Con la liberalizzazione dell'etere, a Padova sono nate due stazioni commerciali ed un gruppo di persone, appartenenti all'area della sinistra extraparlamentare, decide di lanciarsi nell'impresa della radiofonia. Principale animatore e mente del progetto, Emilio Vesce, insegnante e pubblicista. Oltre alla radio, egli è anche direttore responsabile dei giornali “Potere Operaio”, “Controinformazione”, “Autonomia”. Indagato nell'ambito dell'inchiesta "7 aprile", vede la definitiva assoluzione il 12 giugno 1987, e dopo un'intensa vita pubblica muore l'11 maggio 2001 in seguito ad un infarto sfociato in un coma irreversibile.
Nonostante la tentazione di dare una connotazione più politica al nome dell'emittente, la prima radio libera del Nord Est viene chiamata Radio Sherwood. La foresta di Sherwood infatti è vista come un luogo di libertà, un luogo di uguaglianza, dove non esiste nessuno sceriffo di Nottingham e dove la giustizia è amministrata dal basso. Oltre al nome, anche la sigla delle trasmissioni denota l’estrema indipendenza dell’emittente, che predilige scelte personali a quelle “allineate”. Infatti dal 1976, e per i successivi trent'anni, la programmazione quotidiana viene aperta dalla Mickey Mouse March.
La sede storica è a Padova, in vicolo Pontecorvo 1/A. All'inizio molto materiale viene portato da casa, come dischi, giradischi, cuffie e vengono affittate delle stanze nel vecchio mulino a Pontecorvo, tuttora sede dell'emittente.

### I primi anni

#### La radio nel 1977 e il primo blitz di Calogero
Nel 1977, anno dell’esplosione dei movimenti, la neonata emittente, già strettamente legata alle vicende del suo territorio, si fa voce dell’area autonoma padovana, rivoluzionando completamente le possibilità della comunicazione dei gruppi politici legati a quell'area, inserendosi anche nel contesto più ampio e innovativo del sistema dei media nazionali, interessato dal “boom” delle radio libere.
Noi eravamo abituati ai volantini davanti alle fabbriche. Ci sembrava un mezzo veramente innovativo. Su questo bisogna dare merito ad Emilio Vesce che, pur provenendo dalla tradizione operaista come noi, a volte intuiva e anticipava i tempi.
Nel clima politico sempre più incandescente, dopo la cacciata di Lama dalla Sapienza, la morte di Lorusso a Bologna e il gigantesco e rabbioso corteo che invade Roma il giorno successivo, arrivano i primi arresti a Padova con l'accusa di associazione a delinquere. Il 21 marzo 1977 infatti ha luogo un’inchiesta che vede l'arresto di diverse persone legate alla radio. Si tratta di una prova generale per quella che sarà l'inchiesta “7 aprile”, in cui il Pubblico Ministero padovano Pietro Calogero attribuisce il reato di “associazione a delinquere”, un reato associativo generalmente contestato ai mafiosi, a una ventina di attivisti appartenenti ai Collettivi politici padovani (che saranno tutti prosciolti nel gennaio 1978 dallo stesso P.M.), tra cui Negri e Ferrari Bravo, utilizzando per la prima volta un reato di questo tipo in ambito politico.

#### I vari blitz dell'inchiesta 7 aprile 1979
Il “7 aprile” colpisce duramente l’Autonomia padovana e con essa anche Radio Sherwood, strettamente legata alle realtà di movimento, che si ritroverà senza un direttore (tra gli arrestati c'è anche Emilio Vesce) e con la redazione decimata dagli arresti, ma che riuscirà da subito a reagire, acquisendo in questi anni un ruolo primario nell'ambito della controinformazione.
Sabato 7 aprile 1979 scatta il blitz, con 21 mandati di cattura, che riguardano i “cattivi maestri”, provenienti dalla direzione di Potere Operaio, la facoltà di Scienze Politiche, la redazione di “Autonomia” e la Bassa Padovana.
Questo primo blitz si concentrerà in particolar modo su quelle che erano considerate le “teste pensanti” dell’Autonomia, assieme a cui verranno indagati anche quelli che sono gli strumenti di comunicazione del movimento, come Radio Sherwood e la rivista “Autonomia”, e coloro che se ne occupano.
Il 23 giugno 1983 vengono emessi altri 6 mandati di cattura, che colpiscono alcuni redattori di Radio Sherwood e altri militanti già inquisiti in precedenza. Il processo si apre nel dicembre dello stesso anno, riunendo gli imputati dei quattro blitz principali, ovvero 7 aprile '79, marzo '80, febbraio '82, giugno '83.
Il 30 gennaio 1986 termina il primo grado di processo, con l'assoluzione di tutti gli imputati principali, dimostrando la sostanziale infondatezza del “teorema Calogero”, destinato a crollare definitivamente con la sentenza d'appello della Corte di Venezia del marzo dell'88. Intanto Il Mattino di Padova, all'indomani della sentenza dell'86, titolava così la sua prima pagina: «Calogero ha sbagliato teorema. Gruppo Negri assolto, pene più miti».

#### La morte di Pedro
Il 9 marzo 1985 a Trieste avviene l'assassinio del latitante Pietro Maria Walter Greco, detto Pedro, messo in atto da agenti della DIGOS e del SISDE. Pietro Greco, imputato nel troncone padovano, era latitante dal 1982, in seguito a nuovi mandati di cattura emessi da Calogero, dopo il proscioglimento in istruttoria da quello dell'11 marzo 1980.
Nell'ambito della morte di Greco, Radio Sherwood è subito in prima linea per promuovere una corretta informazione sull'accaduto, riuscendo a far conoscere a tutti la verità prima che questa venisse definitivamente insabbiata.
In un video disponibile su YouTube è raccolta la registrazione della telefonata che Stefano Ferro, all'epoca redattore dell’emittente, fa alla Questura di Trieste il 9 marzo alle 17.45, immediatamente dopo l’arrivo della notizia della morte di Pedro, facendo emergere le prime contraddizioni della ricostruzione ufficiale.

## Le attività della radio

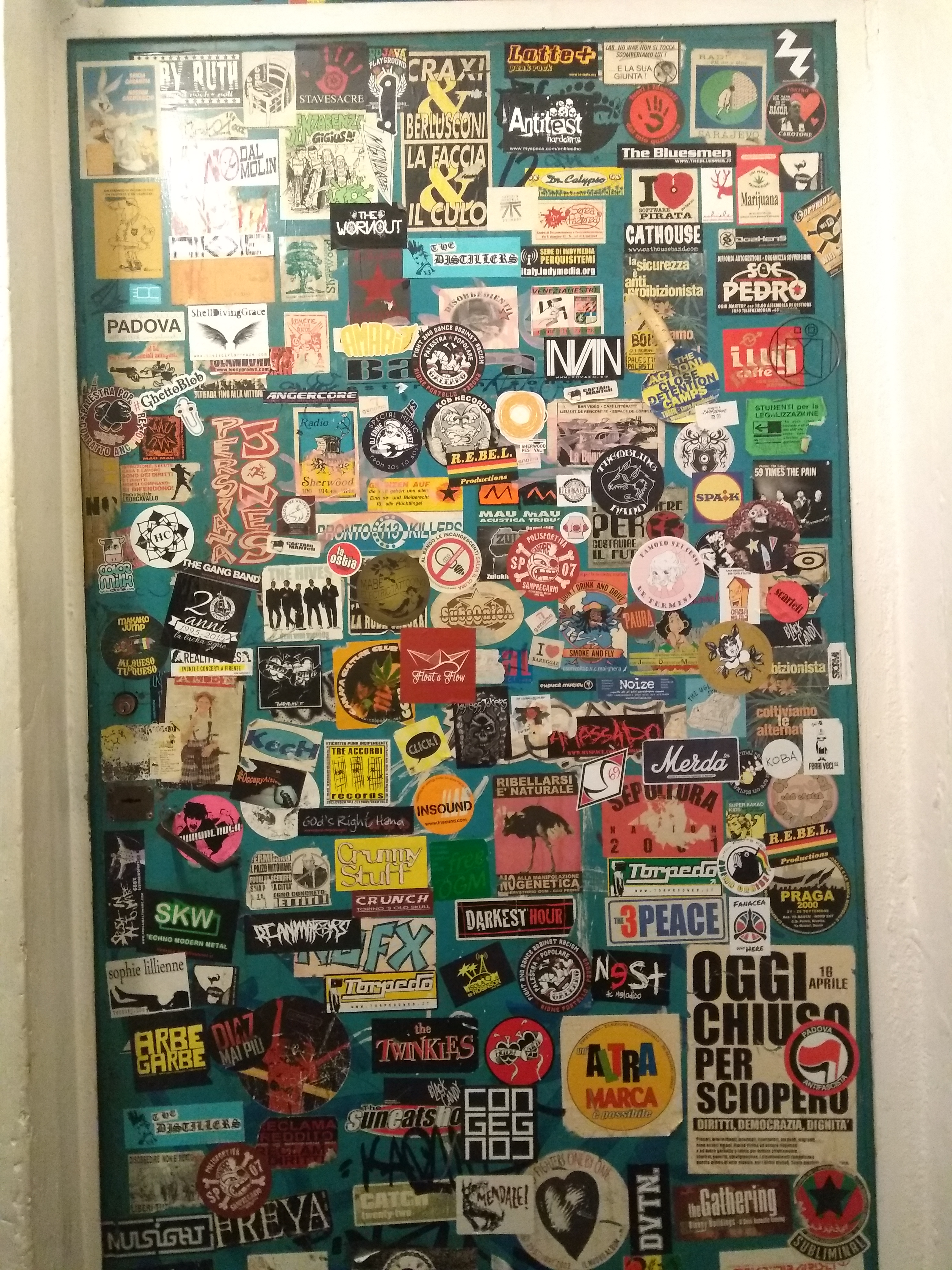
La storica porta degli studi

### I primi tempi
Nei primi anni viene data massima centralità al Radiogiornale e al Punto Flash, lo spazio informativo, che propone inchieste, dibattiti, microfoni aperti.
(il Punto Flash ed il Radiogiornale) Erano il centro della vita della radio con la regia di Emilio che aveva la capacità di strutturare ma anche di far interessare e ne faceva due momenti centrali. Questo, insieme ad alcune trasmissioni musicali ben condotte che hanno sempre qualificato la vita della radio, come quelle jazz di Juliano. È stata una fortuna trovare compagni di strada preparatissimi in fatto di musica e storia della musica con la voglia e la necessità di condividerle. La grande forza delle radio libere è sempre stata quella di accogliere la richiesta da parte del sociale di avere accesso ai contenuti che i media tradizionali non accoglievano.
Al termine delle trasmissioni va in onda un flusso continuo di brani musicali, il Non Stop, un “bobinone” che poteva tranquillamente trasmettere anche per 24 ore. Questo nasce, oltre che per la fascia notturna, anche perché i protagonisti dell'emittente sono innanzitutto dei militanti politici, spesso era quindi necessario qualcosa che sostituisse redattori e conduttori impegnati altrove.
Gli anni ottanta vedono una crescita della partecipazione alle attività della radio, oltre ad un grande lavoro di ampliamento e rinnovamento dei locali, reso possibile dalla manovalanza di redattori attivisti e sostenitori, ed inoltre l'allargamento della copertura del segnale che sul finire del decennio arriva a tutto il Nord Est. I costi di gestione iniziano a farsi sempre più alti, dunque viene attivata la formula degli “abbonamenti”, una piccola donazione mensile da parte dei sostenitori, e si consolidano i festival estivi di autofinanziamento.

### Gli ultimi decenni
Gli anni novanta vedono grandi cambiamenti all'interno della radio. Dall'approvazione della legge Mammì, che regolamenta la situazione delle radio private, con la quale diventa ancora più prezioso lo strumento giuridico della cooperativa Tele Radio City, proprietaria dell’emittente, alla progressiva introduzione sul mercato di nuove tecnologie utili per la comunicazione, al mediattivismo, alle vicende politiche, all'arrivo dei flussi migratori in Italia, tutti questi fattori influenzano in maniera importante la vita dell’emittente, sempre profondamente radicata nell'attualità e nella vita politica del paese.
La copertura del segnale si espande ulteriormente, arrivando a coprire tutta la regione ed oltre, nel Nord Est, da Belluno a Ferrara, passando per la Val Feltrina, Bassano del Grappa, Rovigo e tutta la provincia di Venezia. Gli ascoltatori sono più di 26.000.
In questo periodo la redazione è composta da circa venti persone, a cui si affiancano numerosi collaboratori e conduttori. Continua in questi anni il rapporto di vicinanza e di scambio reciproco con Radio Onda d’Urto, coltivato fin dalla sua nascita nell’85, infatti all'inizio del decennio viene aperto un ponte radio tra le due stazioni, con l’emittente bresciana che ritrasmette alcuni dei programmi di Sherwood.

#### Il progetto Melting Pot
Con l’arrivo dei grandi fenomeni migratori, nel 1996 nasce il progetto di comunicazione indipendente Melting Pot Europa, «strumento per promuovere e allargare pratiche concrete di cittadinanza», un servizio che offre informazioni utili riguardo alle norme in materia di immigrazione, con uno sportello radio tenuto in diverse lingue, in particolare quelle dei luoghi di provenienza dei principali flussi migratori. È frutto dell’impegno collettivo di numerose realtà, associazioni, esperti, avvocati, docenti, attivisti, giornalisti, fotografi, videomakers, disposti a mettere a disposizione le loro capacità per realizzare questo spazio di informazione e approfondimento libero, autonomo e gratuito.
Il lavoro prodotto dallo sportello radiofonico multilingue viene subito messo a disposizione online, nel sito della radio, da dove è possibile scaricare il file delle varie trasmissioni, ma il salto di qualità avverrà poi nel 2003 con la nascita del sito multilingue meltingpot.org, il quale fa sì che l’intero progetto da semplice trasmissione radiofonica locale assuma importanza a livello nazionale ed europeo, avviandosi a diventare il sito italiano più autorevole e più ricco di documentazione sui flussi migratori. L’importanza dell'attività svolta dal progetto ha un importante riconoscimento nel ‘97, con il finanziamento a Tele Radio City (cooperativa titolare dell’emittente Sherwood) da parte del Comune di Venezia, per promuovere la realizzazione di contenuti utili ad informare i cittadini stranieri della regione, in forma di programmi radiotelevisivi.

#### L'utilizzo delle nuove tecnologie per l'informazione
Nel 1988 la televisione indipendente danese Tv Stop propone di creare una rete telematica condivisa a livello europeo per il movimento antagonista, che prende forma all'inizio del decennio successivo, European Counter Information Network (Ecn), con referente per l'Italia il Coordinamento nazionale antimperialista e antinucleare (“anti-anti”). Sherwood partecipa al progetto, assieme ad Onda Rossa ed altre realtà. Il collegamento doveva avvenire tramite una rete BBS (Bulletin Board System, banche dati amatoriali) ed un nodo BBS viene quindi installato a Padova, risultando la prima sperimentazione autogestita di tale tecnologia in Italia.

#### La maratona80 voglia di record
Nel maggio del 2001 il record di durata di trasmissioni in diretta radiofonica è detenuto da Greg Daines, con 73 ore e 33 minuti, con un successivo record però non ancora ufficializzato di Gabriele Rambelli, di 80 ore. Uno dei conduttori di Sherwood decide dunque di battere quest'ultimo record, per dare lustro e visibilità alla radio.
Il 23 maggio, in occasione della campagna abbonamenti 2001 della radio, il dj Willy inizia quella che sarà la sua impresa per i giorni successivi: battere il record di 80 ore di trasmissione non-stop in diretta ed entrare così nel Guinnes dei primati. Si susseguono turni di assistenza alla regia di 240 minuti, ognuno dei quali vedrà la presenza di due testimoni e sarà dedicato ad un particolare genere musicale, e nell'arco delle giornate (e nottate) di trasmissioni è presente in studio un medico. È possibile seguire la diretta anche in streaming o direttamente presso la sede della radio, che rimane aperta per tutta la durata dell’evento con musica, spritz e buffet ad ogni ora. Perché il record abbia validità, è necessario che vengano osservate una serie di regole: Willy deve parlare sempre tra un brano ed un altro, la cui durata deve essere compresa tra i 2 e i 6 minuti, e può riposarsi per 15 minuti ogni otto ore. Per tutta la sua durata, l’evento viene registrato sia in audio che in video ed è possibile osservare in ogni momento il conduttore intento a compiere la sua impresa dal sito internet, grazie alla webcam negli studi. Nei turni di assistenza alla regia si susseguono i migliori conduttori dell’emittente, oltre a numerosi ospiti, artisti che interverranno in diretta, interviste, collegamenti con altre radio.

Domenica 27 maggio alle ore 3.16 terminano i quattro intensi giorni di trasmissione non-stop, iniziati mercoledì 23 maggio alle 15.10, superando ampiamente le 80 ore prestabilite, infatti il conteggio finale sarà di oltre 85 ore di diretta. Nel commento finale della redazione di Sherwood si legge:
Un enorme successo dovuto all'appoggio di centinaia di ascoltatori e ascoltatrici che per 4 giorni hanno sostenuto Willy con telefonate, attraverso un’affollatissima chat line, usando il sito internet www.sherwood.it. Decine di interviste con esponenti del mondo dello spettacolo e della cultura, collegamenti con tutte le province del Veneto hanno contrassegnato la messa in onda di più di 700 pezzi musicali. “80 voglia di record” è diventata realtà.

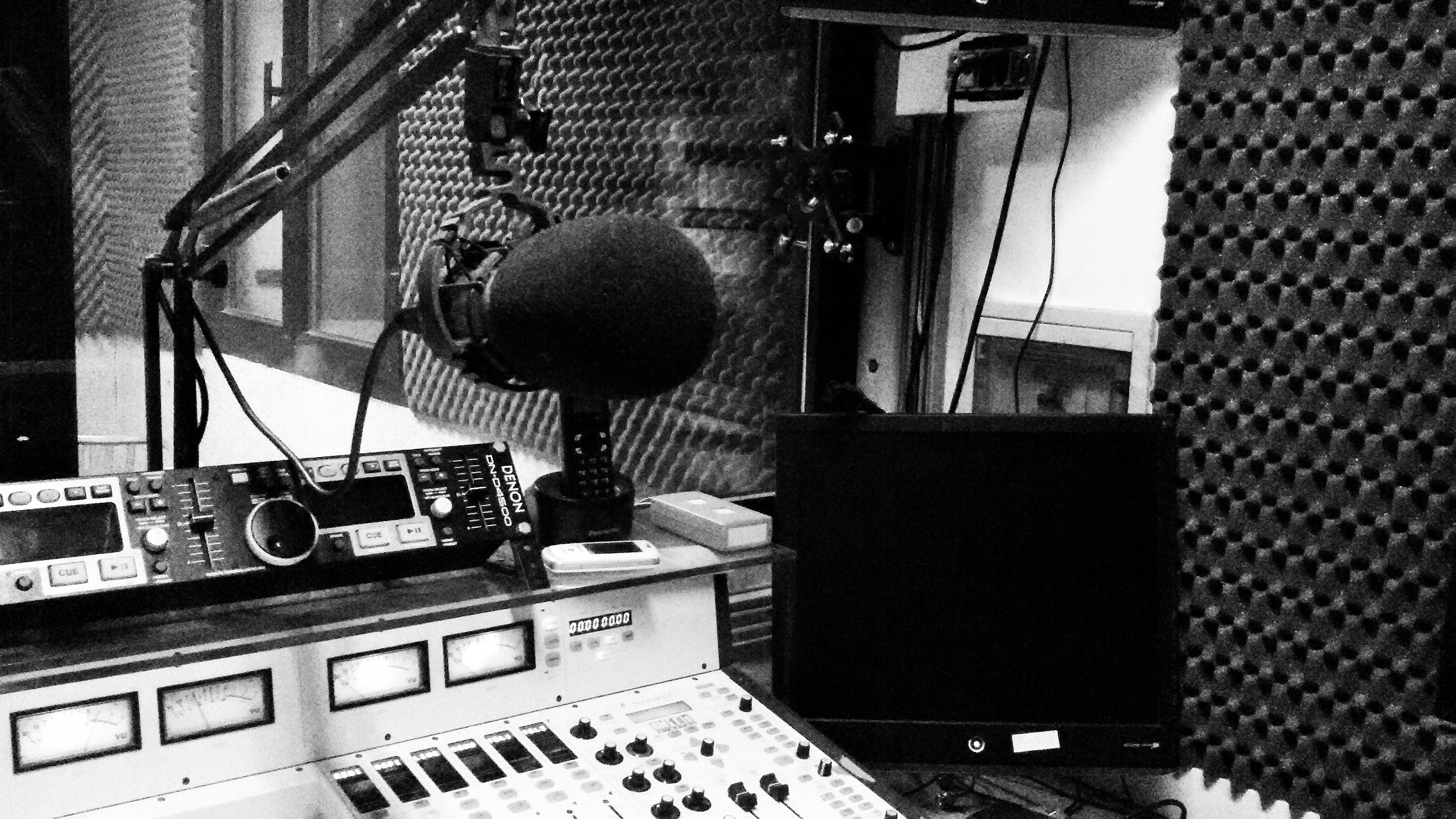
Gli studi nel 2016

#### I 30 anni della radio
In occasione dei 30 anni della radio, il 14 dicembre 2005 partono 100 ore di diretta per celebrare l’importante compleanno. Si susseguono interviste, collegamenti, spettacoli, nella maratona denominata 100x30.
Da piccola radio libera qual era agli albori, Radio Sherwood è maturata. [...] A rimanere lo stesso, è lo spirito delle decine di giovani che continuano a collaborare con noi: nonostante tempi, linguaggi e tecnologie siano cambiati, il dovere di documentare la verità alternativa all'informazione ufficiale ancora ci appartiene. È così che la storia della nostra emittente rispecchia l'evoluzione dei movimenti radicali a livello nazionale, europeo e mondiale.
Ogni giorno, per tutta la durata della maratona, in onda dalle 14 alle 15 la rubrica Ritorno al futuro, dove verranno ricostruite, assieme agli ospiti, le varie tappe della storia della radio. Nel tripudio di ospitate, da scrittori ad artisti a musicisti a personalità di vario tipo, che si susseguono in queste 100 ore di trasmissioni, troviamo Toni Negri, Naomi Klein, Stefano Benni, Sandrone Dazieri, Dario Fo, Nanni Balestrini, don Andrea Gallo, Dario Vergassola, Ascanio Celestini, Eugenio Finardi, i Subsonica, i Negrita, Claudio Calia.

#### L'abbandono delle frequenze
Dal 1º maggio 2011 Radio Sherwood abbandona definitivamente le frequenze in FM per mandare in onda le sue trasmissioni solo via streaming web, attraverso un sito completamente rinnovato e potenziato, per permettere la fruizione dei suoi contenuti (dalle dirette radio, ai podcast, ai video) ad una larga fascia di utenza in contemporanea. La scelta viene spiegata di responsabili dell'emittente:
La rete è una forma di comunicazione più democratica e qualitativamente migliore, che inoltre trasforma ogni ascoltatore in un potenziale redattore.
Sulle frequenze che erano di Sherwood andrà quindi in onda Radio Gelosa, del network di Birikina. Luca Casarini commenta così la scelta di passare al web: 
Cosa saggia, giusta, avanguardista, la naturale prosecuzione della storia di una radio di frontiera. Con l’FM copri una fettina territoriale, con la Rete sei mondiale. Sherwood diventa un portale di comunicazione, ancora una volta avanti.
Nel rinnovato sito di Sherwood dopo la dismissione delle frequenze, si può leggere:
Le potenzialità che oggi ci offre la rete e lo sviluppo sempre più veloce delle nuove tecnologie, che sta tutto dentro al mondo che viviamo fin a cambiare le nostre stesse abitudini, ci permette di lavorare su un progetto che non ha limiti, se non i nostri. Sarebbe sbagliato leggere come un “abbandono” di qualcosa, la dismissione di frequenze in etere, il passaggio che abbiamo deciso di compiere per rendere possibile lo sviluppo del web: non si abbandona nulla, se non la pigrizia che a volte rischia di assalire chiunque possa vantare una storia di 40 anni! La sperimentazione della piattaforma multimediale ci consente oggi una nuova nascita. Lo spirito invece è esattamente quello per cui, tanto tempo fa, a qualcuno venne in mente di accendere un trasmettitore e di mettersi a parlare dentro un microfono mentre la vita esplodeva sulle strade. 
Oggi funge anche da voce del Centro Sociale Pedro di via Ticino 5 a Padova.

## Sherwood Festival

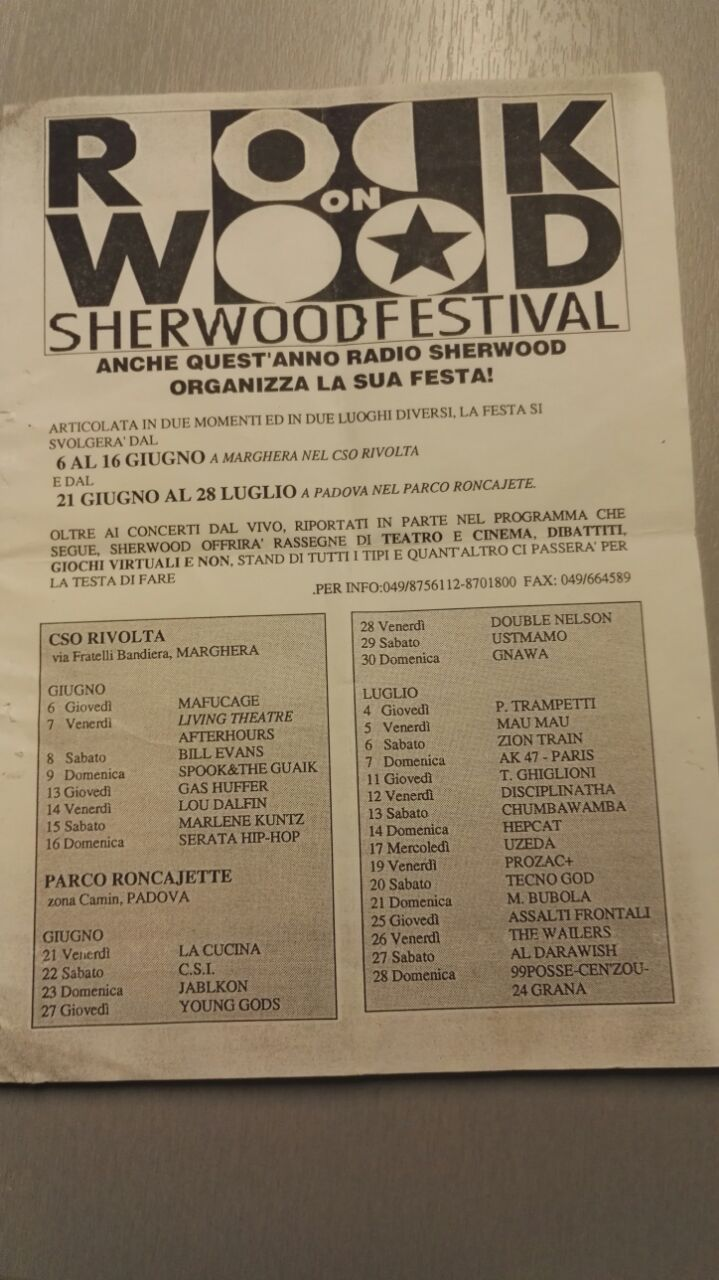
Il programma dell'edizione del 1996

In un'intervista rilasciata in vista dell'edizione del 2012 si legge:
Tutto è nato per finanziare Radio Sherwood e sostenere la nostra attività politica, oggi è qualcosa di più. […] Siamo arrivati dove siamo oggi nel 2000 per ospitare il Tora! Tora! festival, nei dieci anni prima c'era stata una costante evoluzione. Siamo partiti con una festa di due giorni, due settimane e infine un mese, passando per il parco Fistomba, poi Roncajette fino all'ex Macello in corso Australia. […] Ci riconosciamo nella forma dei movimenti, non siamo legati alle ideologie, cerchiamo di vivere il tempo in cui viviamo, quindi adeguiamo la nostra azione politica a quanto accade nel mondo.
I 30 giorni di concerti, dibattiti, proiezioni cinematografiche, esposizioni, vengono resi possibili dal lavoro di centinaia di volontari, che ogni anno si rendono disponibili per la realizzazione della rassegna, assieme ai Centri sociali del Nord Est e realtà come l’associazione Ya Basta! e la Polisportiva San Precario.
Autofinanziarsi, far parte di un movimento e non di un partito politico, rifiutare i contributi dello stato e degli sponsor, così è possibile. Questo contenitore e il suo messaggio complessivo, come spesso accade, finisce per superare di gran lunga la somma algebrica dei suoi contenuti.
Nel 2014 parte l’esperienza del Venice Sherwood Festival, che parte pochi giorni dopo la fine della festa a Padova ed arriva a comprendere tutto il mese di agosto, al Parco San Giuliano a Mestre, al cui interno troverà spazio anche il Venice Sunsplash, rassegna di qualche giorno dedicata alla musica reggae. L’esperimento però terminerà dopo solo tre edizioni, per permettere alle diverse realtà coinvolte di concentrare tutte le proprie forze nell'edizione padovana. Nell'ottobre dello stesso anno alcune dichiarazioni dell'assessore alla sicurezza Maurizio Saia vorrebbero mettere in discussione la presenza dello Sherwood Festival al parcheggio Nord dello Stadio Euganeo, oltre alla durata dell'evento, definendolo anche «una zona franca sotto il profilo sanitario, dei diritti d'autore e delle somministrazioni». Le accuse vengono prontamente smentite dai responsabili del festival, che fanno partire una campagna di solidarietà.
Alla campagna #iostoconsherwoodfestival aderiscono in brevissimo tempo artisti, musicisti, scrittori, fumettisti, centri sociali, associazioni, etichette discografiche, collettivi, singole persone, tra i quali Caparezza, Pierpaolo Capovilla (Il Teatro degli Orrori), Giordano Sangiorgi (Mei), Le luci della centrale elettrica, Subsonica, 99 Posse, Roy Paci, Brunori Sas, Tre Allegri Ragazzi Morti, La Tempesta Dischi, Bandabardò, The Zen Circus, Lo Stato Sociale, Marta Sui Tubi, Unlimited Struggle, Garrincha Dischi, Modena City Ramblers, Zerocalcare, Ernesto Milanesi, Tito Faraci, Sandrone Dazieri. L’enorme mobilitazione ottenuta nell'arco di un paio di giorni certo contribuisce al successivo passo indietro della giunta comunale e il festival, per quell'anno così come per i successivi, si svolgerà regolarmente al Park Nord dello Stadio euganeo per circa 40 giorni.
Tra i numerosissimi artisti che si sono esibiti sul palco dello Sherwood nel corso delle varie edizioni, troviamo: Manu Chao, Caparezza, Cypress Hill, Public Enemy, Subsonica, Gogol Bordello, Afterhours, Pat Metheney, Ex Csi, Prodigy, Mogwai, Shaggy, Alborosie, Daniele Silvestri, Alpha Blondy, Baustelle, Elio e le Storie Tese, Fatboy Slim, Die Antwoord, Ghali, The Bloody Beetroots, Zen Circus, Ministri, Lo Stato Sociale, Tre Allegri Ragazzi Morti, Nofx, Clementino, General Levy, Il Teatro degli Orrori, Blonde Redhead, Busy Signal, Colle der Fomento, Kaos, Mezzosangue, Verdena, Flaming Lips, Suicidal Tendencies, Dropkick Murphys, Alice in Chains, Noyz Narcos, Coez, Gemitaiz, Shantel, Sepultura, Dubioza Kolektiv, Offspring.